# Jassina Blom
Jassina Blom (* 3. September 1994 in Gent) ist eine belgische Fußballspielerin. Sie stand von 2021 bis 2025 bei CD Tenerife Femenino unter Vertrag und spielte 2014 erstmals für die belgische Nationalmannschaft.

## Karriere

### Vereine
Jassina Blom begann ihre professionelle Karriere in der Saison 2013/14 bei KAA Gent in der gemeinsamen belgisch-niederländischen BeNe League. Zur folgenden Saison wechselte sie zum Club YLA, der Frauenmannschaft des FC Brügge.  Nach dem Ende der BENE Leagues und der wieder separaten belgischen und niederländischen Ligen spielte sie zunächst in Belgien für Eva’s Tienen und ab 2016 in der niederländischen Eredivisie, zuerst beim SC Heerenveen, dann für FC Twente. Mit Twente gewann sie die niederländische Meisterschaft, wobei sie im vorletzten Spiel der Meisterschaft gegen PSV Eindhoven in der 90. Minute den 3:2-Siegtreffer erzielte, der die Meisterschaft sicherte. Nach einer weiteren Saison in Belgien beim KAA Gent, kehrte sie zurück in die Eredivisie zu PEC Zwolle. Anschließend ging es für vier Jahre in den Süden zum CD Tenerife Femenino.

### Nationalmannschaft
Jassina Blom bestritt nur wenige Spiele für die belgischen U-Mannschaften. Für die U-19-Mannschaft bestritt sie im April 2013 drei Qualifikationsspiele zur U-19-EM 2013. Nach einer 0:2-Niederlage gegen Frankreich, gewannen sie zwar anschließend gegen die Schweiz und Russland, als nur drittbester Gruppenzweiter verpassten sie aber die Endrunde. 19 Monate später wurde sie erstmals in der A-Nationalmannschaft eingesetzt: am 22. November 2014 wurde sie beim 4:1-Sieg gegen Polen in der 83. Minute eingewechselt. Auf den nächsten Einsatz musste sie dann mehr als zwei Jahre warten: Am 19. Januar 2017 wurde sie bei einem Spiel gegen die französische U-23-Mannschaft in der 80. Minute eingewechselt. Im ersten Spiel des Zypern-Cup 2017 gegen die Schweiz stand sie dann erstmals in der Startelf, wurde aber nach einer Stunde ausgewechselt. In den beiden folgenden Gruppenspielen wurde sie dann jeweils eingewechselt, im Spiel um Platz 7 saß sie nur auf der Bank. Auch in den beiden folgenden Freundschaftsspielen gegen Spanien und Schottland wurde sie nur eingewechselt, gegen die Schottinnen gelangen ihr aber ihre ersten beiden Länderspieltore zum 4:0 und 5:0-Endstand. Dann dauerte es wieder fast ein Jahr bis zum nächsten Einsatz, als sie beim Zypern-Cup 2018 im zweiten Gruppenspiel gegen Spanien in der 27. Minute eingewechselt wurde. Im Spiel um Platz 5 stand sie dann mal wieder in der Startelf, wurde aber in der 78. Minute ausgewechselt. Auch in den nächsten Jahren wurde sie nur sporadisch eingesetzt, immerhin konnte sie am 12. Juni 2021 beim ersten Spiel gegen Luxemburg den 1.0-Siegtreffer und am 21. September 2021 beim 7:0-Sieg gegen Albanien in der WM-Qualifikation, ihrem ersten Pflichtspiel, nach Einwechslung drei Tore erzielen. Sie wurde nun häufiger eingesetzt, zumeist aber als Einwechselspielerin, so noch viermal in der WM-Qualifikation, aber nicht in den letztlich entscheidenden Spielen, in denen die WM-Teilnahme verpasst wurde.
Im Mai 2022 wurde sie zwar für den 33 Spielerinnen umfassenden EM-Vorbereitungskader nominiert, aus dem endgültigen Kader fiel sie aber raus.
In der UEFA Women’s Nations League 2023/24 wurde sie je dreimal ein- und ausgewechselt und erzielte im ersten Spiel gegen die Niederlande nach Einwechslung in der dritten Minute den 2:1-Siegtreffer für ihre Mannschaft und leistete zuvor die Vorarbeit zum 1:1-Ausgleichstreffer. Als Gruppendritter verpassten sie aber nicht nur die Spiele um die Olympia-Tickets, sie mussten auch in die Play-offs gegen Ungarn. Bei beiden 5:1-Siegen wurde sie jeweils eingewechselt. In der Qualifikation für die EM 2025 wurde sie viermal ein- und einmal ausgewechselt. Im zweiten Spiel gegen Tschechien gelang ihr nach Einwechslung das Tor zum 1:1-Ausgleich und Endstand, wodurch der Abstieg in die B-Liga der UEFA Women’s Nations League 2025 vermieden wurde. Als Gruppendritte hatten sie zwar die direkte Qualifikation für die EM-Endrunde verpasst, hatten aber noch die Chance sich über die Play-offs zu qualifizieren. Diese Chance konnten sie nutzen und sie wurde in den beiden Spielen gegen Griechenland jeweils eingewechselt. In der UEFA Women’s Nations League 2025 hatte sie nur drei Kurzeinsätze.
Am 11. Juni 2025 wurde sie für die EM-Endrunde nominiert. Sie kam in zwei Gruppenspielen zum Einsatz, wobei sie je einmal ein- und ausgewechselt wurde, und schied mit der Mannschaft als Gruppendritte aus.

## Erfolge
- Niederländische Meisterschaft 2018/19